# Бон (релігія)
Бон (тиб. བོན་, Вайлі:bon, кит.: 苯教/本[波]教/钵教, вимова (лхаський діалект): [pʰø̃̀(n)]) — національна релігія тибетців. Фактично була офіційною релігією Тибету в період царів (VI — IX століття) і продовжувала домінувати в регіоні до витіснення буддизмом в XIII столітті. Послідовники Бон у невеликій кількості проживають на території колишньої тибетської провінції Кхам, а також у Сіккімі та Бутані.

## Етимологія назви
Тибетський термін «бон» можна перекласти як «ритуал», точніше «ритуальна мовна дія». Під цим словом маються на увазі літургійні піснеспіви, декламація релігійних текстів, «закликання божеств» тощо. В сучасній тибетській мові бон, bon — дієслово, що вживається як синонім bzla — «начитувати», «виспівувати».
Джузепе Туччі вказує на можливий зв'язок слова bon з стародавньою назвою Тибету — bod, bod yul.
Щодо назви релігії Бон, можливе уточнення — бонпо (один з варіантів перекладу — «навернений бон»). Оскільки в тибетській, і частково, в західній (тибетології, релігієзнавстві) існує поділ «духовних традицій» Тибету на архаїчні народні проторелігійні уявлення/практики — мі-чой (тиб. mi chos, «релігія людей»), і складні релігійні системи — лха-чой (тиб. lha chos, «релігія богів»), з метою підкреслити, що Бон належить до другої групи (що це релігія, в точному значенні терміна), до слова був доданий суфікс «по» (po), що в певній інтерпретації вказує на наявність організації, інституту. Однак, поняття «бонпо» частіше використовується як назва служителів культу Бон, жерців.

## Історія релігії бон
Наукове вивчення історії релігії Бон пов'язано зі значними труднощами, головним чином через відсутність історичних джерел. Як зазначає тибетолог Д. І. Бураєв, єдиний бонський текст, який в тій чи іншій мірі можна вважати джерелом — це виданий в 1915 році Сарат Чандра Дасом бонський літопис Royal rabs bon gyi a'byung gnas, складений наприкінці XIV — на початку XV століття і присвячений викладу генеалогій монарших родів Тибету і Монголії, а також власне історії Бон. На початку XX століття невелика частина її була перекладена на німецьку мову Бертольдом Лауфером (нім. Berthold Laufer).

### Традиційна історія
Відповідно до одного з тибетських переказів, вчення бон 15-16 тисяч років до н. е. було принесено з центральноазіатської країни Олмо Лунґрінґ пробудженим Тонпа Шенрабом. Шакабпа розглядає дещо інші датування: за однією із згаданих у нього версій Шенраб Мівоче (Тонпа Шенраб) був сучасником історичного Будди Шак'ямуні, за іншою — його перевтіленням. За третьою ж, Шенраб Мівоче є перевтіленням одного ревного буддійського пандита, який згодом став противником буддійського вчення. Остання версія, ймовірно, пов'язана з поглядом на бон як на опозиційне буддизму вчення.
У Тибеті вчення Бон спочатку влаштувалося в державі Шанґ-Шунґ (західний і північний Тибет). Надалі його магічні і шаманські обряди, на думку деяких західних дослідників, вплинули на буддійську школу Ньїнґма. Інша думка полягає в тому, що буддизм вплинув на стародавні шаманські практики бон, в результаті чого виник реформований Бон.
Свідченням того, що Бон мав вплив на буддизм, є факт із життя величного йогіна, Святого тибету Міларепи, який по смерті своєї матері виконав ритуал Бон.
Послідовники релігії Бон говорять про три «історичні форми» свого вчення:
- найдавніший (шаманський) бон
- реформований бон
- «Вічний Бон», або «Бон Свастики» (gyung drung bon).

## Повелитель Тонпа Шенраб Мівоче
Згідно традиційної біографії, в попередню епоху Шенраб носив ім'я Салва і вивчав бонські доктрини зі своїми двома братами, Дагною і Шепою, на небесах Сидпа Йесанг під керівництвом мудреця Бумтрі Логи Кесана. Після закінчення навчання всі три брата вирушили до Бога Співчуття Шенлхе Окару з питанням про те, як вони можуть полегшити страждання живих істот. Шенлха Окар порадив їм взяти на себе роль наставників людства протягом трьох наступних світових епох. Дагпа навчав людей в минулу епоху, Салва втілився у формі Тонпи Шенраба Мівоче і є вчителем і наставником людства в наш період, і, нарешті, наймолодший брат, Шепа, з'явиться як вчитель у наступну світову епоху.
Тонпа Шенраба зглянувся з небесних сфер і проявився в тілесному вигляді біля підніжжя гори Меру разом зі своїми найближчими учнями — Мало і Юло. Потім він прийняв народження в тілі принца, сина царя Гьяла Токара і царівни Занги Рінгум. Сталося це в сяючому саду, повному чудових квітів, в палаці на південь від гори Юнгдрунг Гутсег, на світанку восьмого дня першого місяця першого року дерев'яної миші-самця (1857 р. до н. е.). Він одружився в молоді роки і мав декілька дітей. У віці тридцяти одного року він зрікся мирського життя і почав практику строгого аскетизму і навчання Бонської доктрини. Протягом усього життя Шенраба його зусиллям з розповсюдження бонськіх навчань перешкоджав демон на ім'я Кхьябпа Лагрінг, який всіляко намагався перешкодити його роботі. Зрештою він був звернений на шлях істини і став учнем Шенраба. Одного разу Кхьябпа викрав коней Шенраба, і Шенраба переслідував його через все царство Жанг Жунгуй до південного Тибету. Подолавши гору Конгпо, Шенраб увійшов до Тибету.
Це було перше відвідування Тибету Шенраба. У той час тибетці практикували ритуальні жертвопринесення. Шенраба приборкав місцевих демонів і почав давати людям настанови з проведення ритуалів з використанням спеціальних фігурок з тіста у формі жертовних тварин для підношення, і завдяки цьому тибетці відмовилися від принесення в жертву справжніх тварин. В цілому Шенраба виявив, що країна була ще не готова до отримання п'яти Шляхів «плодів», що відносяться до вищих навчань бон, тому він став навчати тибетців чотирьом Шляхам «причини». У цих практиках основна увага приділяється зміцненню зв'язку з духами -охоронцями і природним середовищем, вигнання демонів і усунення різних негативних чинників. Також він навчав тибетців практикам очищення за допомогою запалювання пахощів і кроплення водою і ввів в ужиток молитовні прапори, використовувані для зміцнення позитивної енергії і здобуття щастя. Перед тим як покинути Тибет, Шенраба пророчо заявив, що всі його вчення досягнуть свого розквіту в Тибеті тоді, коли для цього настане час. Помер Тонпа Шенраба у віці вісімдесяти двох років.

## Міфологічне походження та історія релігії Бон
Згідно Бонської міфологічної літературі, виділяються «три цикли розповсюдження» Бонської доктрини, що відбувалися у трьох вимірах: на верхньому плані богів, або девів (лха), на середньому плані людських істот (ми) і на нижньому плані нагів (клу).
У вимірі девів Шенраба побудував храм, який отримав назву «Непорушний Пік, що є Фортецею Лха» і відкрив мандалу «Всеперемагаючої Простір». Він також впровадив вчення Сутр і призначив своїм послідовником Дампа Тогкара.
У вимірі Нагів він спорудив храм, що отримав назву «Континент Ста Тисяч Гессарів, що є Фортецею Нагів» і відкрив мандалу Матері Чистого Лотоса. Тут він впровадив вчення Праджняпараміти Сутри і дав настанови по природі розуму.
У вимірі людей Шенраба здійснив у сторону трьох континентів посил еманацій, спрямованих на благо живих істот. У цьому світі він спочатку викладав свої вчення в місцевості Олмо Лунгрінг, розташованої на захід від Тибету і є частиною країни, іменованої Таціг, яка на думку деяких сучасних вчених відповідає Персії і Таджикистану. Склад «Ол» означає «ненароджений», склад «мо» — «не схильний зменшенню», «лунг» — «пророчі слова» і нарешті, склад «ринг» символізує вічне співчуття Тонпи Шенраба. Олмо Лунгрінг займає третю частину існуючого світу і має форму квітучого під небом восьмилепесткового лотоса, який проявляється у вигляді колеса з вісьма спицями. У центрі Олмо Лунгрінг височіє гора Юнгдрунг Гутсег, «Свастика Дев'яти Пірамід». Свастика є символом сталості і непорушності, дев'ять свастик разом — символом Дев'яти Шляхів Бон. Біля підніжжя гори Юнгдрунг Гутсег беруть свій початок чотири річки, поточні в напрямку чотирьох сторін світу. Це опис привів деяких вчених до припущення, що гора Юнгдрунг Гутсег — це гора Кайлаш, а земля Олмо Лунгрінг — це країна Жанг Жунгуй, розташована навколо гори Кайлаш в західному Тибеті і є колискою тибетської цивілізації. Гора оточена храмами, містами і парками. Доступ в Олмо Лунгрінг пролягає через «шлях стріли», названий так через те, що перед своїм відвідуванням Тибету Тонпа Шенраба випустив з лука стрілу і таким чином створив прохід через гірський ланцюг.
До сьомого століття країна Жанг Жунгуй існувала як окрема держава, що включало в себе весь західний Тибет навколо гори Кайлаш і озера Мансаровар. Столицею його було місто Кхьюнглунг Нулкхар, «Срібний Палац Долини Гаруди», руїни якого зараз можна виявити в долині Сутлеж на пд.-зах. від гори Кайлаш. Місцеві жителі говорили тибетсько-бірманскою мовою, і правила ними династія царів, що завершила своє існування у восьмому столітті, коли цар Лігмінча (або Лігмірья) був убитий тибетським царем Трисонг Детсеном, і Жанг Жунгуй був приєднаний до Тибету.

## Особливості вчення
У традиції Бон є багато вчень, що відрізняються одне від одного формою і рівнями доступності: для різних людей одні і ті ж речі були пояснені по-різному, до одних і тих же цілей вони були направлені різними шляхами. Таким чином реалізовувалася нагальна в усі часи ідея «кожному по можливостях».